# Future-Worm!
Future-Worm! (Gusano del Futuro en Hispanoamérica y ¡Gusano-Marciano! en España) es una serie de dibujos animados estadounidense de Disney XD. Creado por Ryan Quincy, que anteriormente fue el creador de Out There: Sin limites de la cadena IFC.
La serie fue estrenada en Estados Unidos el 1 de agosto de 2016 por la cadena Disney XD. En Latinoamérica tuvo su preestreno el 5 de noviembre de 2016 y se estrenó formalmente el 19 de noviembre de 2016 en Disney XD Latinoamérica. En España se estrenó el 26 de diciembre de 2016 en Disney XD España.
El 1 de junio de 2017, un post en el sitio web de Disney Television Animation reveló que el show había sido renovado por segunda temporada. Pero tras más de un año sin ninguna noticia de la serie, el 29 de julio de 2018, Disney XD anuncia por fin su cancelación, dejando la serie con tan sólo una temporada.

## Trama
El programa sigue a Danny Douglas, un niño que, después de la invención de un viaje en el tiempo y fiambrera, encuentra a Gusano del Futuro (Future-Worm), un gusano que viaja en el tiempo y que viene del futuro. Como la vida de Danny está cambiando siempre, y con Future-Worm van en aventuras al pasado, presente, y sí, incluso el futuro, tendrán que averiguar los problemas de todos los días, e incluso hacer nuevos amigos en el camino.

## Personajes

### Principales
- Danny Douglas (Voz de Andy Milonakis) - Un niño, que inventa una máquina del tiempo en una lonchera. Se unirá al Gusano del Futuro en muchas aventuras.
- Gusano del Futuro (Gusano-Marciano en España) (Voz de James Adomian) - Un gusano futurista, de aspecto y el carácter del mismo nombre de la serie. Gusano del futuro es el mejor amigo de Danny, y el gusano le ayudará a cabo en misiones de Danny.

### Recurrentes
- Bug (Voz de Jessica DiCicco) - Una joven Hada.
- Doug Douglas (Voz de Ryan Quincy) - Papá de Danny.
- Megan Douglas (Voz de Melanie Lynskey) - Mamá de Danny.

## Producción
Los personajes aparecieron por primera vez en el upfront de Disney XD de 2015. Una serie de cortos se estrenó ese mismo año.
La serie salió al aire el 1 de agosto de 2016.
Los estudios de Titmouse, Inc. animarán la serie.

## Episodios
| Temporada | Temporada | Episodios | Estados Unidos      | Estados Unidos      | Latinoamérica                                                         | Latinoamérica           | España                  | España               |
| Temporada | Temporada | Episodios | Comienzo            | Final               | Comienzo                                                              | Final                   | Comienzo                | Final                |
| --------- | --------- | --------- | ------------------- | ------------------- | --------------------------------------------------------------------- | ----------------------- | ----------------------- | -------------------- |
|           | Cortos    | 4         | 27 de mayo de 2015  | 9 de junio de 2015  | 5 de diciembre de 2016                                                | 26 de diciembre de 2016 | 6 de agosto de 2015     | 27 de agosto de 2015 |
|           | 1         | 17 (50)   | 1 de agosto de 2016 | 22 de junio de 2017 | 5 de noviembre de 2016 (preestreno) 19 de noviembre de 2016 (estreno) | 2017                    | 26 de diciembre de 2016 | 2017                 |

## Doblaje
| Personaje                                                                   | Actor original      | Actor de doblaje (Latinoamérica)     | Actor de doblaje (España)              |
| --------------------------------------------------------------------------- | ------------------- | ------------------------------------ | -------------------------------------- |
| Gusano del Futuro/Gusano-Marciano                                           | James Adomian       | Dan Osorio                           |                                        |
| Danny Douglas                                                               | Andy Milonakis      | Dalí González                        | Blanca Rada                            |
| Doug Douglas                                                                | Ryan Quincy         | Edson Matus                          |                                        |
| Megan Douglas                                                               | Melanie Lynskey     | Marisol Romero                       |                                        |
| Bug                                                                         | Jessica Di Cicco    | Annie Rojas                          |                                        |
| Créditos técnicos                                                           |                     |                                      |                                        |
| Estudio de doblaje                                                          | Estudio de doblaje  | Diseño en Audio, México D.F., México | SDI MEDIA, Madrid, Barcelona, Santiago |
| Director de doblaje                                                         | Director de doblaje | Moisés Iván Mora                     |                                        |
| Traductor                                                                   | Traductor           | Marisol Romero                       |                                        |
| Adaptador                                                                   |                     | Marisol Romero                       |                                        |
| Doblaje al español producido por Disney Character Voices International Inc. |                     |                                      |                                        |